# الطيور ليست حقيقية

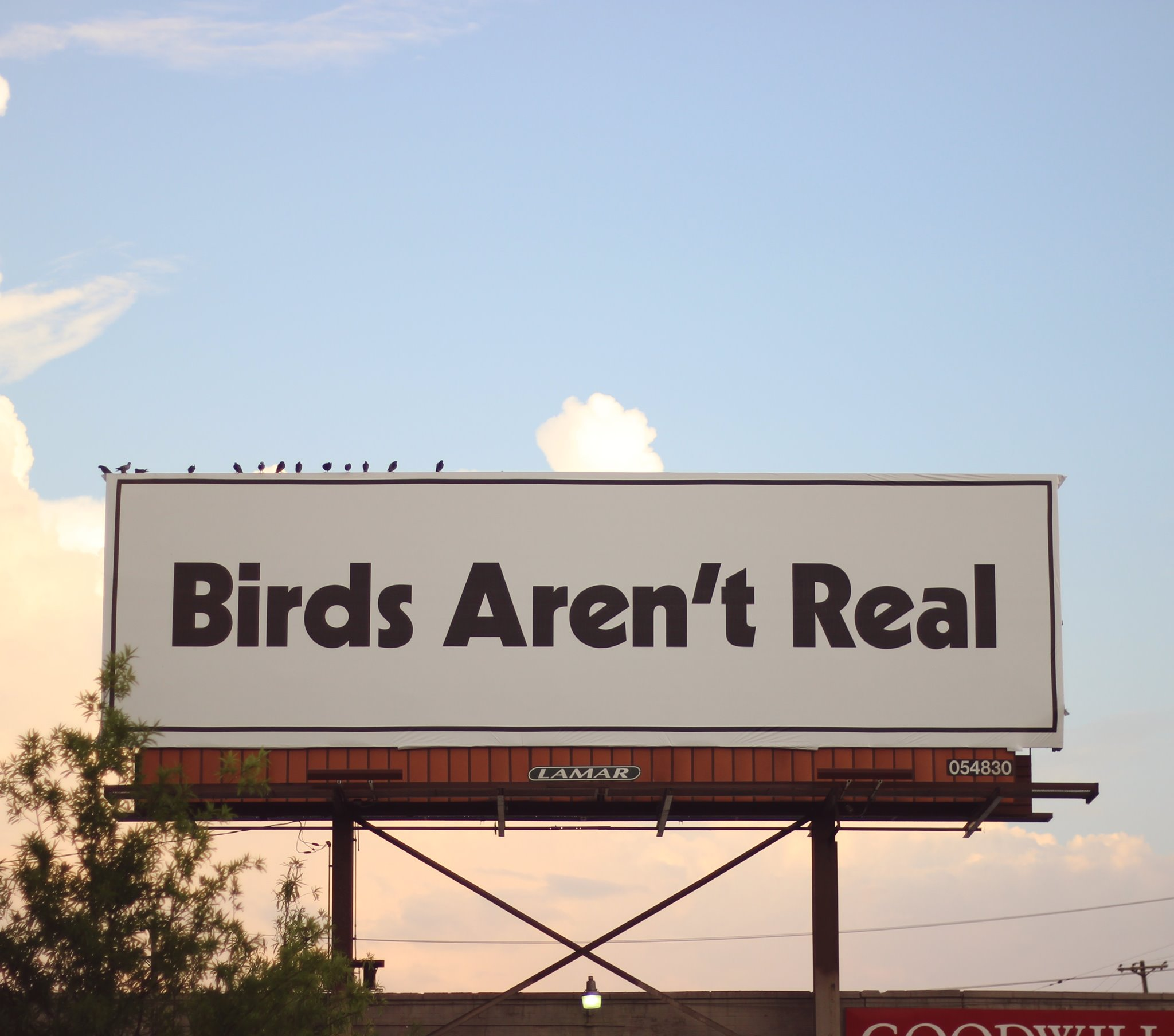
لوحة إعلانية في ممفيس بولاية تينيسي سنة 2019

الطيور ليست حقيقية (بالإنجليزية: Birds Aren't Real)‏ هي نظرية مؤامرة ساخرة تفترض أن الطيور هي في الواقع طائرات بدون طيار تديرها حكومة الولايات المتحدة للتجسس على المواطنين الأمريكيين. في عام 2018، وصفت الصحفية راشيل روبرتس الطيور ليست حقيقية بأنها «نكتة يشاركها آلاف الأشخاص».
في عام 2019، تم نصب لوحة إعلانية مكتوب عليها «الطيور ليست حقيقية» في ممفيس بولاية تينيسي.
في عام 2021، تظاهر بعض المؤيدين ورفعوا لافتات كتب عليها «الطيور ليست حقيقية» وشعارات ذات صلة. كما تظاهروا أمام مقر شركة تويتر في سان فرانسيسكو مطالبين الشركة بتغيير شعارها. كتبت قناة إم إس إن بي سي (MSNBC) أن هناك مئات الآلاف من الأعضاء.